# Директория (Польша)
«Директория» (пол. Dyrektoriat) — польское политическое клише, обозначающее группу высших партийно-государственных руководителей в последние годы существования ПОРП и ПНР. Состояла из ближайшего окружения и доверенных лиц генерала Ярузельского — представителей силовых структур, партийного руководства и государственных органов. Персональный состав периодически менялся при постоянном участии нескольких генералов и партийных функционеров. На протяжении 1980-х годов группа во главе с Ярузельским принимала все значимые решения, определяя политику Политбюро ЦК ПОРП, ВСНС, Совета министров и Госсовета ПНР. Курс постепенно эволюционировал от репрессий военного положения к диалогу Круглого стола.

## Формирование
13 декабря 1981, после шестнадцатимесячного противостояния правящей компартии ПОРП с независимым профсоюзом Солидарность, в Польше было введено военное положение. Власть перешла к Военному совету национального спасения (WRON, ВСНС) во главе с генералом Войцехом Ярузельским. Целью военного режима являлось сохранение власти за номенклатурой ПОРП при стабилизации положения в ПНР. Распространено также мнение, что военное положение позволило избежать прямого военного вмешательства СССР.
С самого начала в составе ВСНС выделилась узкая группа генералов, определявшая все значимые решения. К ним примыкали ведущие функционеры ПОРП и определённых государственных инстанций. Группа никак официально не конституировалась, однако была хорошо известна и получила обиходное наименование Dyrektoriat — Директория (с очевидной французской аллюзией). Из этого центра исходили решения ВСНС, директивы для Политбюро ЦК ПОРП, Совета министров ПНР и Госсовета ПНР. Инициатива создания «Директории» принадлежала Ярузельскому.

## Состав

### Начало 1980-х: военное положение
К «Директории» периода военного положения (13 декабря 1981 — 22 июля 1983) причислялись:
- Войцех Ярузельский — председатель ВСНС, первый секретарь ЦК ПОРП, председатель Совета министров и министр национальной обороны ПНР, генерал армии
- Чеслав Кищак — член ВСНС, министр внутренних дел ПНР, член ЦК ПОРП, генерал брони
- Флориан Сивицкий — член ВСНС, начальник генерального штаба вооружённых сил ПНР, кандидат в члены Политбюро ЦК ПОРП, генерал брони
- Михал Янишевский — член ВСНС, начальник аппарата Совета министров ПНР, генерал бригады
- Мирослав Милевский — член Политбюро и секретарь ЦК ПОРП, генерал дивизии гражданской милиции ПНР
- Казимеж Барциковский — член Политбюро ЦК ПОРП, член Госсовета ПНР
- Стефан Ольшовский — член Политбюро ЦК ПОРП, министр иностранных дел ПНР
- Мечислав Раковский — член ЦК ПОРП, заместитель председателя Совета министров ПНР

К ним примыкали в различных функциях председатель Госсовета ПНР Генрик Яблоньский, заместители председателя Совмина Януш Ободовский (плановое управление) и Анджей Едынак (тяжёлое машиностроение), начальник цензурного ведомства Станислав Косицкий, руководители Управления по делам религий Совмина ПНР Ежи Куберский и Адам Лопатка, а также, по ряду оценок, секретарь ЦК ПОРП Мариан Ожеховский и командующий Варшавским военным округом генерал брони Влодзимеж Олива.
Генерал Ярузельский являлся главой военного режима, партии и государства. Генерал Кищак стоял во главе милиции и госбезопасности; генерал Сивицкий — Народного Войска Польского, задействованного в поддержании внутреннего порядка. Генерал Янишевский много лет был доверенным лицом Ярузельского, и руководил аппаратом делопроизводства и технического функционирования ВСНС. Милевский курировал карательные органы по партийной линии (что создавало служебную конкуренцию с Кищаком). Ольшовский руководил внешней политикой. Барциковский заведовал гражданской администрацией, экономикой и социальной сферой. Раковский контролировал партийный аппарат.
«Директория» не вписывалась ни в Конституцию ПНР, ни в Устав ПОРП. Фактически она означала узурпацию власти первым лицом и группой его сподвижников. «Рядовой» член ЦК, обладающий силовым ресурсом, мог значить больше, чем член Политбюро, лишённый такового (могущественный Янишевский даже не входил ни в ЦК, ни в Совмин, ни в Госсовет). Положение определялось в первую очередь близостью к Ярузельскому. Но это и упрощало систему управления, делая её более маневренной и адекватной потребностям военного режима.

Политбюро приняло правление конкретной группы, которая руководила всеми делами Польши.

Збигнев Месснер, член Политбюро ЦК ПОРП, председатель Совета министров ПНР в 1985—1988

Политически Ярузельский, Сивицкий, Кищак (центральные фигуры ВСНС) и Барциковский олицетворяли своего рода «центристский курс» — жёсткое наведение порядка и подавление оппозиции, но по возможности избегая масштабной общественной конфронтации. Милевский и Ольшовский представляли «партийный бетон», максимально репрессивную линию. «Либерально-реформистскую» модель олицетворял Раковский.

### Середина 1980-х: политические манёвры
После отмены военного положения «Директория» изменила состав:
- Войцех Ярузельский — первый секретарь ЦК ПОРП, председатель Совмина ПНР, генерал армии
- Чеслав Кищак — министр внутренних дел ПНР, кандидат в члены Политбюро ЦК ПОРП, генерал брони
- Флориан Сивицкий — министр национальной обороны ПНР, кандидат в члены Политбюро ЦК ПОРП, генерал армии
- Михал Янишевский — начальник аппарата Совета министров ПНР, генерал бригады
- Юзеф Барыла — член Политбюро и секретарь ЦК ПОРП, председатель комиссии ЦК по законности и правопорядку, генерал брони запаса
- Казимеж Барциковский — член Политбюро ЦК ПОРП, заместитель председателя Госсовета ПНР
- Мечислав Раковский — кандидат в члены Политбюро ЦК ПОРП
- Юзеф Чирек — член Политбюро и секретарь ЦК ПОРП, председатель редколлегии партийного теоретического журнала Nowe Drogi

Сохранилась ключевая группа: Ярузельский как первое лицо, руководители силовых структур Кищак и Сивицкий, главный делопроизводитель Янишевский. Отсеялись носители технических функций военного положения. После убийства Ежи Попелушко были выведены из руководства лидеры «бетона» Милевский и Ольшовский. Зато сохранили позиции представители «партийных реформаторов» Барциковский и Раковский, к ним присоединился их единомышленник Чирек. Это соответствовало новому курсу Ярузельского, его политическим манёврам и установке на «усиление интеллектуального потенциала», привлечение в структуры власти кадров из научной среды.
Противоположную тенденцию олицетворял Барыла — видный деятель «бетона», в недавнем прошлом куратор военной пропаганды ВСНС, носитель самых ортодоксальных коммунистических позиций. Однако, в отличие от Милевского, он не обладал административно-силовым ресурсом и не был непосредственно причастен к репрессиям (только к их идеологическому и пропагандистскому обоснованию). Такая замена сама по себе означала ослабление «бетона».

### Конец 1980-х: перемены
В 1988—1989 состав «Директории» сузился до четырёх генералов:
- генерал армии Войцех Ярузельский — первый секретарь ЦК, председатель Госсовета, затем президент Польши)
- генерал брони Чеслав Кищак — глава МВД, член Политбюро
- генерал армии Флориан Сивицкий — глава МНО, член Политбюро
- генерал бригады Михал Янишевский (в прежнем статусе)

Из партийных деятелей к ним примыкали
- Казимеж Барциковский (в прежнем статусе)
- Мечислав Раковский — председатель Совмина, затем первый секретарь ЦК

Утратил политическое влияние Барыла, как и «бетон» в целом. С другой стороны, был дистанцирован Чирек. Держался в непосредственной близости, но не причислялся к «Директории», член Политбюро и секретарь ЦК Станислав Чосек. Вырос статус Раковского, сохранял позиции Барциковский — именно их линия на вынужденный компромисс с обществом и контролируемую либерализацию стала доминировать в курсе Ярузельского.
Важнейшие политические решения принимались в ещё более узком кругу — Ярузельским и Кищаком при участии Сивицкого. Именно они — угрозой своей отставки — вынудили «бетонных консерваторов» на пленуме ЦК декабря 1988 — января 1989 принять предварительные договорённости в Магдаленке и согласиться на Круглый стол с «Солидарностью».

## Прекращение
«Полусвободные выборы» 4 июня 1989 полностью изменили положение в Польше. Хотя первоначально генерал Ярузельский стал главой государства, генерал Кищак — главой правительства, Раковский — главой ПОРП, эти формальности уже не имели значения. Руководству ПОРП пришлось согласиться на создание некоммунистического правительства Тадеуша Мазовецкого, а вскоре на перевыборы президента и сейма. К власти пришли силы, происходящие из «Солидарности». В начале 1990, при ликвидации ПОРП, «Директория» окончательно перестала существовать.